# Hilara quadriseta
Hilara quadriseta är en tvåvingeart som beskrevs av Collin 1927. Hilara quadriseta ingår i släktet Hilara och familjen dansflugor. Inga underarter finns listade i Catalogue of Life.